# Каракул
Караку́л (рос. Каракул, башк. Ҡаракүл) — присілок у складі Архангельського району Башкортостану, Росія. Входить до складу Ірникшинської сільської ради.
Населення — 44 особи (2010; 84 в 2002).
Національний склад:
- росіяни — 98 %